# Merimnetria notata
Merimnetria notata là một loài bướm đêm thuộc họ Gelechiidae. Nó là loài đặc hữu của Molokai.
The larvae có thể ăn lá cây các loài Gouldia. Những tổ lá ở Gouldia đã được tìm thấy trên Molokai và người ta cho rằng thuộc loài này.